# Dolní Loućky
Dolní Loućky är en ort i Tjeckien.   Den ligger i distriktet Okres Brno-Venkov och regionen Södra Mähren, i den östra delen av landet, 160 km sydost om huvudstaden Prag. Dolní Loućky ligger 280 meter över havet och antalet invånare är 1 111.
Terrängen runt Dolní Loućky är kuperad åt nordost, men åt sydväst är den platt. Dolní Loućky ligger nere i en dal. Runt Dolní Loućky är det tätbefolkat, med 331 invånare per kvadratkilometer. Närmaste större samhälle är Tišnov, 4,9 km öster om Dolní Loućky. Omgivningarna runt Dolní Loućky är en mosaik av jordbruksmark och naturlig växtlighet.